# یارمو میلیس
یارمو میلیس (فنلاندی: Jarmo Myllys؛ زادهٔ ۲۹ مهٔ ۱۹۶۵) بازیکن هاکی روی یخ اهل فنلاند بود.